# John Deacon
John Richard Deacon (Leicester, Inglaterra, 19 de agosto de 1951) es un músico y compositor británico, conocido por haber sido el bajista de la banda de rock Queen. Fue guitarrista en la banda The Opposition que más tarde se convertiría en The New Opposition cambiando su rol al de bajista. En varios álbumes también desempeñó el papel de guitarrista y más ocasionalmente de teclista. Es el autor de algunos de los grandes éxitos de la banda, tales como «You're My Best Friend», «Spread Your Wings», «Another One Bites the Dust», «I Want to Break Free» o «Friends Will Be Friends», lo que demuestra su importante aporte al grupo en materia creativa.
Considerado como uno de los bajistas más versátiles de la historia del rock, la revista Rolling Stone lo colocó en el puesto 32 en su lista de los 100 mejores bajistas de la historia.

## Biografía
Deacon nació el 19 de agosto de 1951, en Leicester, y creció en una familia compuesta por su padre Arthur Henry Deacon (quien trabajaba en una compañía de seguros y que murió en 1962), su madre Lillian Molly y su hermana menor Julie (nacida en 1956).
A los siete años sus padres le compraron su primera guitarra eléctrica, una "Tommy Steele" especial roja de plástico. En 1960 la familia se trasladó a Oadby, a las afueras de Leicester, y John cambió de colegio.
Aunque le gustaba mucho la música -principalmente la de The Beatles, The Rolling Stones, The Animals, The Hollies, The Dave Clark Five y The Zombies- su principal hobby era la electrónica.
En 1962, a los once años, decidió que quería aprender a tocar la guitarra, y comenzó a ahorrar para comprar una, repartiendo periódicos por la mañana. Pronto reunió el dinero suficiente para comprar una guitarra acústica, con lo cual empezó a ensayar con unos amigos en un garaje.
Tenía catorce años cuando formó su primera banda, The Opposition. Dieron muchos conciertos en Leicester y sus alrededores. En abril de 1966 incorporan a un nuevo miembro y el bajista deja la banda, siendo sustituido por Deacon, que había comprado un bajo EKO de segunda mano. Debido a su cambio de formación, en mayo adoptan el nombre de The New Opposition.
En septiembre John se matriculó en la Beauchamp Grammar School de Leicester. Todavía le interesaba la Electrónica, y empezó sus estudios con gran entusiasmo, aunque ello no le impidió seguir dando conciertos con la banda, que ya había conseguido prestigio tocando en clubes y fiestas privadas. En marzo de 1968 los miembros decidieron cambiar el nombre del grupo por «Art». Actuaban regularmente, pero las cosas no iban demasiado bien. En septiembre uno de los miembros más antiguos, Richard Young, deja la banda para tocar en otro grupo.
En agosto de 1969 toca por última vez con Art, ya que gracias a sus altas calificaciones en la Beaucamp Grammar School lo habían admitido en el King's College de Londres (Chelsea College en su día). Al iniciar su segundo curso, John añoraba la música y tocar en un grupo, en ese momento el álbum Abbey Road de The Beatles se convirtió en una de sus principales influencias, temas como: "Come Together", "Something", "Oh! Darling", "I Want You" y "Because" del álbum mencionado son sus preferidos, y convenció a su madre para que le enviara el equipo a Londres. Como su compañero de piso, Peter Stoddart, tocaba la guitarra, se juntaron con otros dos compañeros de clase y se llamaron Deacon. Pero John no se sentía contento, no le gustaba el sonido del grupo.

## Carrera

### Queen
A principios de 1971 acudió con Peter Stoddart y una amiga, Christine Farnell, al María Assumpta Teacher Training College. Christine le presentó a tres amigos suyos: Roger Taylor, Brian May y Freddie Mercury. Al estar May y Taylor buscando bajista para su grupo Queen, le preguntaron a Deacon si le gustaría hacer una prueba. La prueba tuvo lugar días después en el Imperial College, y los miembros de Queen pensaron que era muy bueno, y que por ser bastante callado pensaron que podría adaptarse sin demasiados problemas. El hecho de que fuese un "mago" de la electrónica fue un factor decisivo para su aceptación. Posteriormente, gracias a su formación como ingeniero electrónico, construyó y adaptó equipos para la banda. Su creación más conocida es el "Deacy Amp", usado por Brian May y él mismo, al final del tema "Bohemian Rhapsody".
Unos días después (el 1 de marzo de 1971), lo llamaron para decirle que lo aceptaban, y John Deacon se convirtió en el cuarto y definitivo miembro de Queen.
John pasó los siguientes 16 años de gira con Queen, coproduciendo doce álbumes y treinta y dos sencillos.
En 1986 John realizó su primer y único trabajo como solista. Formó el grupo The Immortals junto a Robert Ahwai y Lenny Zakatek, para grabar un único tema titulado No Turning Back, lanzado al mercado ese mismo año y apareciendo en el filme Biggles, en cual John hace una aparición menor.

### Dejando Queen
John sintió la muerte de Freddie muchísimo, retirándose y convirtiéndose un poco en recluso de sí mismo [...] nos escribió a Brian y a mí una carta donde nos decía: “Apruebo totalmente lo que estáis haciendo y deseo que continuéis con ello, pero no conmigo...”. Por supuesto [...] John añadió una posdata: “¡Sigan mandando los cheques!”, lo que, por supuesto, hicimos.
Roger Taylor.

Tras la muerte de Freddie, John apareció junto a May y Taylor en el Freddie Mercury Tribute Concert de 1992. En 1993 John se presentó junto a Roger en el concierto en Cowdray Ruins, tocando en 6 temas. Entre ese año y 1995 se dedicó a terminar el álbum Made in Heaven junto a Brian y Roger, y en 1997 participó en el primer y único sencillo de Queen sin Mercury, No-One but You. Esa canción y su aparición junto a Elton John y el resto de la banda en una actuación benéfica en París en 1997, en enero de ese año, son los últimos trabajos de John en Queen. Desde ese año hasta la actualidad se encuentra retirado del ámbito musical. Esto seguramente tiene relación con que John siempre dijo que no había Queen sin Mercury. Este siempre lo alentaba para que escribiera y que hiciera sus aportaciones a la banda, cosa que dio sus frutos y que se detallan más abajo en esta página, por lo tanto John se convirtió en el "protegido" de Mercury y, cuando este murió, John se vio muy afectado por la ausencia de su gran amigo y compañero. Por otro lado, el carácter tímido de John, también contribuyó a su idea de querer estar alejado de la banda, ahora que no estaba obligado a vivirla como cuando Mercury estaba presente. Aunque no participó, John dio su aprobación a sus excompañeros para grabar como Queen + Paul Rodgers el disco titulado The Cosmos Rocks, y tanto Brian May como Roger Taylor, siempre han dejado claro, cuando han tenido ocasión, que John Deacon está al tanto de todo pero que no participa en modo alguno. Su última aparición pública fue en 2002, cuando se le pudo ver asistiendo a la inauguración del musical de Queen, We Will Rock You.
La última foto en la que se puede ver a John Deacon es la boda de su hijo mayor, en una fecha que no se sabe con exactitud.

### La controversia sobre Queen
Se ha informado de que Deacon expresó su opinión sobre la versión de "We Are The Champions" de Brian May, Roger Taylor, Robbie Williams grabado para A Knight's Tale. Previamente se pensaba que ellos le habían pedido a Williams que reemplazara a Mercury algunos años después de que George Michael retirara su ofrecimiento de hacer un tour con ellos. En una entrevista con The Sun acerca de esta colaboración, Deacon dijo que «es una de las mejores canciones jamás escritas, pero creo que la han arruinado. No quiero ser aguafiestas, pero digamos sólo que Robbie Williams no es Freddie Mercury. Freddie nunca podrá ser reemplazado, y desde luego no por él».

## Estilo musical
Digamos que el producto del baterista Roger Meddows Taylor y el bajista John Deacon es explosivo, un colosal y sonoro volcán cuya erupción hace temblar la tierra.
 Gordon Fletcher - Rolling Stone 149.

Deacon tocó la guitarra, además de bajo, teniendo en partes ritmo en muchos álbumes, así como varias actuaciones en acústico. Algunas de las partes de guitarra en Hot Space (usa una Fender Telecaster) es obra de Deacon. De vez en cuando se usan sintetizadores en sus composiciones y, a menudo piano, tocando uno eléctrico en su éxito "You're My Best Friend". También puede ser visto tocando el piano de cola en el video de "Spread Your Wings", aunque no lo toca en la versión de estudio (Mercury).

### Destacados
En su mayoría, las composiciones de Deacon han variado del pop, al rock y al funk. Ha sido responsable de algunos de los más grandes éxitos de Queen, tales como: "You're My Best Friend" (A Night at the Opera), "Another One Bites the Dust" (The Game) y "I Want to Break Free" (The Works).
Hasta el día de hoy "You're My Best Friend" y "Another One Bites the Dust" son dos de las canciones más oídas en la radio. También coescribió "Friends Will Be Friends" con Mercury y coescribió los acordes de "The Miracle", con Mercury. Ambas canciones fueron agregadas en el álbum Greatest Hits II. Además escribió otras dos canciones populares ("Spread Your Wings" y "Back Chat"), y creó el riff de "Under Pressure".
Como bajista, sus líneas de bajo más notables son las interpretadas en "Another One Bites the Dust", "Father to Son", "Liar", "Dragon Attack", "Brighton Rock", "The March of the Black Queen", "You're My Best Friend", "The Millionaire Waltz", "We Are the Champions", "Crazy Little Thing Called Love", "Body Language" y "Under Pressure".
También tocó la guitarra rítmica en canciones como "Staying Power" (en vivo y en estudio) y "Back Chat", y la guitarra solista en "Another One Bites the Dust" y "Misfire". También tocó el contrabajo, en particular a Brian May en 1975, en la canción "'39". May le había pedido tocar el contrabajo como una broma, pero un par de días después encontró a Deacon en el estudio con el instrumento, y que ya había aprendido a tocar.
Las contribuciones de Deacon en teclados fueron, en su mayoría, sólo acordes de fondo. Su obra más notable está en su composición "You're My Best Friend", que fue la primera canción que escribió para piano eléctrico.

### Estilo
Deacon utilizó el bajo como un instrumento melódico además de rítmico. Algunas de sus líneas de bajo (por caso "The Millionaire Waltz", "I'm Going Slightly Mad" o "You're My Best Friend") le concedían a su técnica cierta afinidad con el estilo de las líneas de bajo melódico Motown. Algunas canciones de Queen (como "The Dragon Attack", "Another One Bites The Dust", "Don't Try Suicide" o "A Kind Of Magic") utilizan el bajo como instrumento protagonista. Tocando con Queen, Deacon logró un estilo altamente técnico, con numerosos arreglos o "breaks", segmentos de walking y cambios rápidos de nota muy ajustados. Principalmente utilizaba sus dedos para tocar, aunque en ocasiones se valía de una púa. Por lo general no acostumbrar usar la técnica de pulgar flotante, y solo ocasionalmente empleaba el pulgar mismo para tocar.
La marca registrada de Deacon son sus arreglos o "breaks". En una crítica de Sheer Heart Attack realizada en 1975, el autor escribió: "Únicamente llegando al final, un recién iniciado en Queen reconocerá la marca inconfundible de John Deacon: los arreglos de bajo sobre el fade son tan rápidos y fáciles de escuchar como cualquier otro. El menos conocido de los músicos de Queen es uno de los más hábiles entre los rockeros de su generación."

### Cantante
Deacon es el único miembro de Queen que nunca cantó como voz principal en ninguna canción. Incluso admitió en algunas entrevistas que se veía incapaz de competir con las voces de los otros miembros, quienes hacían buenas armonías, en especial tonos altos. Deacon no está acreditado como vocalista en ninguno de los álbumes de Queen, a pesar de que simula hacer los coros en los videos promocionales de "Bohemian Rhapsody".
A John no se le daban los coros agudos, por lo que, cuando daba su aporte, eran armonias en tonos graves.
En las actuaciones en directo, Deacon no tuvo micrófono propio hasta la primera gira de la banda para promocionar su álbum Sheer Heart Attack. A pesar de este prometedor inicio, la razón principal fue que tenía que tocar una nota con el triángulo en "Killer Queen". Antes de esto había cantado los coros de "Liar" en el micrófono de Mercury. Hubo actuaciones donde su micrófono se encendía puntualmente, como en Earls Court en 1977, donde su voz se puede oír claramente en "Somebody to Love", haciendo las armonías graves. y "In the Lap of the Gods... Revisited".

### Instrumento
El primer bajo de John Deacon fue un Eko, aunque más tarde compró un Rickenbacker 4001, el cual usó en su audición para poder entrar en Queen, en sus primeros conciertos y durante las sesiones de grabación en De Lane Lea en 1971. Cuando la banda comenzó a grabar en Trident, empezó a tener problemas con él y adquirió un modelo 1967 Fender Precision con el logo plateado de 1966 de transición y un acabado sunburst, que se convirtió en su principal instrumento en los últimos conciertos de 1972 y en todos los conciertos que realizó de 1973 a 1975. También poseía una copia del mismo modelo, pero con el logo de 1967 en negro. Antes del inicio de las sesiones de "A Night At The Opera" se destiñó la pintura de ambos, dejándolos con un acabado natural.
A principios de 1977, Deacon tenía dos bajos nuevos: un Fender Precision Fretless, que utilizó para "'39" (emulando el contrabajo que utilizó en la grabación original) y "My Melancholy Blues" en el escenario, y un Music Man Stingray que fue utilizado durante las grabaciones de "A Day At The Races" y algunos videos. Desde el "News Of The World Tour" hasta el "The Works Tour", relegó el Musicman a un segundo plano, utilizándolo únicamente en canciones como ("Sheer Heart Attack", "Another One Bites The Dust" y "Back Chat"), y en raras ocasiones, en estudio. Hasta el final de la década, también utilizó bajos fretless durante "39" y "My Melancholy Blues".
A finales de 1977, en los inicios de "News Of The World Tour" en los Estados Unidos, utilizó otro Fender P-Bass, un modelo de 1954 Masterbuilt, pero finalmente lo abandonó y regresó al modelo '67. La Fender antigua guardada se utilizó ocasionalmente como back-up, en las grabaciones de "Coming Soon" (1979) y en el video de "Back Chat" (1982).
En 1980, Kramer le hizo su propio bajo, utilizándolo en videos como "Play the Game" o "Las Palabras de Amor". El año siguiente, Fender le dio un modelo especial que Deacon utilizó para la grabación de "Under Pressure" y durante las grabaciones del álbum Hot Space desde 1981 hasta 1985.
Otro PBass Fender llegó a sus manos, el Elite, Red 1, que utilizó en algunos videos y grabaciones ("One Vision"), durante el último concierto del "Magic Tour" en Knebworth, en "Radio Ga Ga" y en el Tributo a Freddie Mercury. En 1986, John Deacon adquirió un Buzzard Warwick, que utilizó en videos, pero no así en las grabaciones. Antes del "Magic Tour", reformó su viejo P-Bass pintándolo de negro y lo siguió utilizando en varios conciertos (por ejemplo, en el Freddie Mercury Tribute Concert, o en "No One But You (Only The Good Die Young)" ).
Para otros instrumentos, John Deacon utilizó guitarras Stratocaster y Telecaster, pero principalmente utilizó una Telecaster. Durante la grabación de "Misfire" demostró que también podría interpretar armonías de guitarra.
En cuanto a las guitarras acústicas, utilizó sobre todo Martin D-18 y Ovation.
El piano que tocaba en "Another One Bites The Dust" es un Bösendorfer y en "You're My Best Friend", un N Pianet Hohner que se confunde a menudo con un Wurlitzer (aunque Brian May ha dicho que era un Fender Rhodes). Para los sintetizadores, utilizó Oberheim OB-X, Roland Jupiter 8 y Yamaha DX7.

## Representaciones en películas y televisión

### Película biográfica
Una película biográfica sobre Freddie Mercury y Queen  con el título Bohemian Rhapsody fue estrenada en 2018. Está dirigida por Bryan Singer y la protagonizan Rami Malek como Mercury, Gwilym Lee como Brian May, Ben Hardy como Roger Taylor y Joseph Mazzello interpretando a John Deacon. El filme se estrenó el 24 de octubre de 2018 en Reino Unido y el 2 de noviembre en Estados Unidos. Fue galardonada con cuatro Óscars, dos Globos de Oro y dos BAFTA, entre otros premios.

### Otras representaciones
En noviembre de 2016 se estrenó el docudrama para televisión The Freddie Mercury Story: Who Wants to Live Forever en Channel 5. Mercury fue interpretado por el cantante John Blunt, mientras que Patrick Warner actuó como Brian May, Martin Teall como Roger Taylor y Jack Beale como John Deacon. Aunque el filme fue criticado por centrarse en la vida amorosa y sexual de Mercury, la interpretación de Blunt recibió elogios.

## Discografía

### Discografía con Queen
Discos de estudio
| Nombre del álbum     | Información                                                                                               |
| -------------------- | --- |
| Queen                | - Lanzamiento: 13 de julio de 1973 - Discográfica: EMI - Productor:John Anthony, Roy Thomas Baker, Queen  |
| Queen II             | - Lanzamiento: 8 de marzo de 1974 - Discográfica: EMI - Productor: Robin Cable, Roy Thomas Baker, Queen   |
| Sheer Heart Attack   | - Lanzamiento: 8 de noviembre de 1974 - Discográfica: EMI - Productores: Roy Thomas Baker, Queen          |
| A Night at the Opera | - Lanzamiento: 21 de noviembre de 1975 - Discográfica: EMI - Productores: Roy Thomas Baker, Queen         |
| A Day at the Races   | - Lanzamiento: 10 de diciembre de 1976 - Discográfica: EMI - Productor: Queen                             |
| News of the World    | - Lanzamiento: 28 de octubre de 1977 - Discográfica: EMI - Productor: Queen, asistidos por Mike Stone     |
| Jazz                 | - Lanzamiento: 10 de noviembre de 1978 - Discográfica: EMI - Productores: Queen, Roy Thomas Baker         |
| The Game             | - Lanzamiento: 30 de junio de 1980 - Discográfica: EMI - Productores: Reinhold Mack, Queen                |
| Hot Space            | - Lanzamiento: 21 de mayo de 1982 - Discográfica: EMI - Productor: Queen, Reinhold Mack                   |
| The Works            | - Lanzamiento: 27 de febrero de 1984 - Discográfica: EMI - Productores: Reinhold Mack, Queen              |
| A Kind of Magic      | - Lanzamiento: 2 de junio de 1986 - Discográfica: EMI - Productores: Reinhold Mack, Queen, David Richards |
| The Miracle          | - Lanzamiento: 22 de mayo de 1989 - Discográfica: EMI - Productor: Queen, David Richards                  |
| Innuendo             | - Lanzamiento: 4 de febrero de 1991 - Discográfica: EMI - Productor: Queen, David Richards                |
| Made In Heaven       | - Lanzamiento: 6 de noviembre de 1995 - Discográfica: EMI - Productor: Queen                              |

Discos en vivo
| Nombre del álbum                 | Información |
| -------------------------------- | --- |
| Live Killers                     | - Lanzamiento: 26 de junio de 1979 - Discográfica: EMI - Productores: Queen, Roy Thomas Baker                         |
| Live Magic                       | - Lanzamiento: 1 de diciembre de 1986 - Discográfica: EMI - Productor: Queen, Trip Khalaf                             |
| Live at Wembley '86              | - Lanzamiento: 26 de mayo de 1992 - Discográfica: EMI - Productores: Queen                                            |
| Queen on Fire - Live at the Bowl | - Lanzamiento: 25 de octubre de 2004 - Discográfica: EMI - Productores: Brian May, Roger Taylor, Justin Shirley-Smith |
| Queen Rock Montreal              | - Lanzamiento: 29 de octubre de 2007 - Discográfica: EMI - Productores: Queen                                         |

Recopilatorios
| Nombre del álbum           | Información                                   |
| -------------------------- | --------------------------------------------- |
| Greatest Hits              | - Lanzamiento: 1981 - Discográfica: EMI       |
| At the Beeb                | - Lanzamiento: 1989 - Discográfica: EMI       |
| Greatest Hits II           | - Lanzamiento:1991 - Discográfica: EMI        |
| Classic Queen              | - Lanzamiento: 1992 - Discográfica: EMI       |
| Queen Rocks                | - Lanzamiento: 1997 - Discográfica: EMI       |
| Greatest Hits III          | - Lanzamiento: 1999 - Discográfica: EMI       |
| Stone Cold Classics        | - Lanzamiento: 2006 - Discográfica: Hollywood |
| The A-Z of Queen, Volume 1 | - Lanzamiento: 2007 - Discográfica: Hollywood |

Canciones de Queen que John Deacon escribió y que fueron lanzados como sencillos:
- "You're My Best Friend" del A Night at the Opera
- "Spread Your Wings" del News of the World
- "Another One Bites the Dust" y "Need Your Loving Tonight" del The Game
- "Back Chat" de Hot Space
- "I Want to Break Free" del The Works
- "Friends Will Be Friends", "Pain Is So Close to Pleasure" (ambos coescrito con Freddie Mercury) y "One Year of Love" del A Kind of Magic

Selección de pistas álbum de Queen:
- "Misfire" del Sheer Heart Attack
- "You and I" de A Day at the Races
- "Who Needs You" del News of the World
- "If You Can't Beat Them" y "In Only Seven Days" del Jazz
- "Execution Of Flash" y "Arboria" de Flash Gordon
- "Cool Cat" de Hot Space (coescrito con Freddie Mercury)
- "Rain Must Fall" (letra de Mercury) de The Miracle
- "My Life Has Been Saved" (dos versiones, la primera en 1989 como un no-álbum B una sola cara, y luego regrabada entre 1993 y 1995 para el álbum de 1995 Made in Heaven)

Selección en solitario:
- Jive Junior And Man Friday: "Picking Up Sounds" (7" sencillo, 1983)
- The Immortals: "No Turning Back" (banda sonora de Biggles: Adventures in Time) (1986)

### Colaboraciones
- 1975 Los cuatro miembros de Queen colaboraron en la producción de una sesión con la banda de soul Trax, pero no se llegó a publicar nada.
- 1983 "Picking Up Sounds" by Man Friday and Jive Junior – coescribió, produjo e interpretó el bajo en esta canción.
- 1984 "It's An Illusion" por Roger Taylor – El bajo de esta canción para álbum Strange Frontier.
- 1984 "I Cry For You" de Roger Taylor - bajo en la versión remezclada de la canción, en Strange Frontier.
- 1985 "Too Young" de Elton John - bajo en esta canción de la LP Ice On Fire.
- 1985 Strawberry Switchblade - producido homónimo primer disco.
- 1986 "Angeline" de Elton John - bajo en esta canción de las Chaquetas de Cuero LP.
- 1986 "This Is Your Time" de Errol Brown - coescribió y bajo sobre este tema, que nunca se llegó a editar.
- 1987 "I Dream Of Christmas" por Anita Dobson - bajo sobre este tema del disco Talkin 'Of Love.
- 1988 "Roulette" por Minako Honda - coescribió esta canción (de hecho, "No Turning Back" remake con letras de otro tipo) del álbum Cancelar. John no participó en la grabación Minako Honda, aunque su compañero de banda de mayo escribió y produjo dos canciones para este álbum.
- 1988 "How Can I Go On" de Freddie Mercury & Montserrat Caballé - bajo en este sencillo del álbum de Barcelona.
- 1989 "Who Wants To Live Forever", por Ian & Belinda - bajo en este disco la caridad, producido por Brian May, también con May y Roger Taylor.
- 1992 "Nothin 'But Blue" de Brian May - toca el bajo en esta canción de Back To The Light.
- 1992 "Somewhere in Time" de Cozy Powell - toca el bajo en esta versión instrumental de "Nothin 'But Blue" de Cozy Powell álbum de The Drums Are Back.
- 1994 "incendios de matorrales" por Steve Gregory - toca el bajo en esta canción del álbum del mismo nombre.
- 1997 "That's The Way God Planned It" de SAS Band - toca el bajo en este tema desde su debut (y único estudio) álbum. Roger Taylor canta un verso y en esta pista cubierta, originalmente grabada por Billy Preston.

## Giras musicales

### Con Queen
| Año(s)    | Título                    | Mangas | Espectáculos | Lanzamientos oficiales                                                                    |
| --------- | ------------------------- | ------ | ------------ | ----------------------------------------------------------------------------------------- |
| 1973–1974 | Queen I Tour              | 2      | 35           |                                                                                           |
| 1974      | Queen II Tour             | 2      | 41           |                                                                                           |
| 1974–1975 | Sheer Heart Attack Tour   | 3      | 77           |                                                                                           |
| 1975–1976 | A Night At The Opera Tour | 3      | 77           | - Un concierto fue grabado y transmitido por la BBC                                       |
| 1976      | Gira de Verano 1976       | 1      | 4            | - El concierto en Hyde Park fue grabado, partes del material se han visto en documentales |
| 1977      | A Day At The Races Tour   | 5      | 59           |                                                                                           |
| 1977–1978 | News Of The World Tour    | 2      | 46           |                                                                                           |
| 1978-1979 | Jazz Tour                 | 4      | 79           | - Live Killers primer disco en vivo de la banda                                           |
| 1979      | Crazy Tour                | 1      | 20           | - Concerts for the People of Kampuchea LP realizado por varios artistas                   |
| 1980–1981 | The Game Tour             | 6      | 83           | - Queen Rock Montreal (DVD y CD), We Will Rock You (VHS y DVD)                            |
| 1982      | Hot Space Tour            | 3      | 69           | - Queen on Fire - Live at the Bowl (DVD) incluye conciertos en Londres, Viena y Tokio     |
| 1984–1985 | The Works Tour            | 5      | 48           | - We Are the Champions: Final Live in Japan (DVD) - Rock in Rio (VHS)                     |
| 1986      | Magic Tour                | 1      | 26           | - Queen at Wembley (DVD) - Queen Live in Budapest (VHS) (DVD, BluRay 2012)                |

## Temas escritos
Deacon también componía y fue un excelente compositor, que, al igual que los miembros restantes, tiene al menos un número 1 en su haber. Compuso 3 de los grandes éxitos de la banda: You're My Best Friend, canción compuesta para su esposa Verónica con la que acababa de casarse; I Want to Break Free, cuyo videoclip se caracteriza por la aparición de los miembros de Queen vestidos como mujeres, parodiando así una teleserie inglesa de la época; y Another One Bites the Dust, el sencillo más vendido en la historia de la banda.
Otros temas de su autoría son: Misfire, You and I, Spread Your Wings, Who Needs You, If You Can't Beat Them, In Only Seven Days, Need Your Loving Tonight, Execution Of Flash, Arboria, Back Chat, Cool Cat (junto a Freddie), One Year Of Love, Pain Is So Close To Pleasure (junto a Freddie), Friends Will Be Friends (junto a Freddie), Rain Must Fall (como Queen posiblemente junto a Freddie), My Baby Does Me (como Queen junto a Freddie), My Life Has Been Saved (como Queen).

## Citas sobre Deacon
- "Cuando tenía cinco años mi héroe era John Deacon, quien solía hacer los registros agudos más increíbles y sus líneas melódicas, melodías con secuencias ajustadas". - Richie Edwards
- "Terriblemente subestimado. Sus secuencias de bajo son como pequeñas historias, sin meterse nunca en el camino de nadie. Con todas las guitarras y voces sonando, él encuentra los espacios y toca básicamente lo que quiere. Es libre, fluido y bastante ocupado a ratos, pero no soy capaz de encontrar una sola canción donde pise la voz o las guitarras". - Danny Miranda